# 三上郡
- 令制国一覧 > 山陽道 > 備後国 > 三上郡
- 日本 > 中国地方 > 広島県 > 三上郡

三上郡（みかみぐん）は、広島県（備後国）にあった郡。

## 郡域
1878年（明治11年）に行政区画として発足した当時の郡域は、庄原市の一部（総領町各町・東城町帝釈未渡を除く本村町、高町、川西町、本町、川手町、西本町、板橋町、一木町、実留町以南）にあたる。

## 歴史

### 近世以降の沿革
- 明治初年時点では全域が安芸広島藩領であった。「旧高旧領取調帳」に記載されている明治初年時点での村は以下の通り。（18村）

永末村、大久保村、小用村、庄原村、高門村、本村、峰村、春田村、宮内村、高村、川西村、上谷村、板橋村、新庄村、是松村、一木村、川手村、実留村
- 明治4年7月14日（1871年8月29日） - 廃藩置県により広島県の管轄となる。
- 明治11年（1878年）11月1日 - 郡区町村編制法の広島県での施行により、行政区画としての三上郡が発足。「奴可三上郡役所」が奴可郡西城町に設置され、同郡とともに管轄。
- 明治22年（1889年）4月1日 - 町村制の施行により、以下の各村が発足。全域が現・庄原市。（5村）
  - 庄原村 ← 庄原村、川手村、宮内村、永末村
  - 高村 ← 高村、川西村、小用村、大久保村
  - 本村 ← 本村、上谷村
  - 峰田村 ← 峰村、春田村
  - 敷信村 ← 板橋村、新庄村、是松村、実留村、一木村、高門村
- 明治31年（1898年）10月1日 - 郡制の施行のため、奴可郡・三上郡・恵蘇郡の区域をもって比婆郡が発足。同日三上郡廃止。

## 行政
奴可・三上郡長
| 代 | 氏名 | 就任年月日                | 退任年月日                | 備考                                   |
| -- | ---- | ------------------------- | ------------------------- | -------------------------------------- |
| 1  |      | 明治11年（1878年）11月1日 |                           |                                        |
|    |      |                           | 明治31年（1898年）9月30日 | 奴可郡・恵蘇郡との合併により三上郡廃止 |